# Олівія Джакобетті
Олівія Джакобетті (нар. 1966) — французька парфумерка та підприємиця. Засновниця незалежної лінії Iunx, авторка ароматів для Diptyque, L'Artisan Parfumeur, Guerlain і Hermès та інших лінійок ароматів. Відома вишуканим стилем, а також інноваціями, такими як новаторське використання інжиру в парфумерії та популяризація цієї ноти, починаючи з середини 1990-х. Одна з парфумерів, які досягли успіху наприкінці 20-го — на початку 21-го ст. завдяки створенню ароматів та парфюмерних лінійок, які виділяють парфумерів на перший план, на противагу парфумам для модних брендів або знаменитостей з інших сфер.

## Життєпис
Олівія Джакобетті народилася в 1966 році у родині художника Френсіса Джакобетті. Зацікавилася парфумерією в 9 років після перегляду фільму Жана-Поля Рапно «Дикун» / Le Sauvage, в якому Ів Монтан зіграв парфумера.
Живе в Парижі . У 1996 році народила доньку.

## Кар'єра
У 16 років Джакобетті почала працювати для парфумерного бренду Annick Goutal. Наступного року вона приєдналася до французької фірми з виробництва парфумів і смаків Robertet, де пропрацювала  7 років помічницею парфумера.
У 24 роки (1990 рік) Джакобетті заснувала власну компанію Iskia. Працюючи в саду-лабораторії в дев'ятому окрузі Парижа, вона почала отримувати замовлення від таких компаній, як L'Artisan Parfumeur, Diptyque і Hermès.
У березні 2003 року за підтримки японського косметичного конгломерату Shiseido Олівія Джакобетті запустила власну лінійку парфумів, а також свічок і продуктів для тіла під назвою Iunx. Продукція продавалася у великому бутіку за адресою rue de l'Université, 48-50 у Парижі, оформлення якого Джакобетті розробила разом зі своїм батьком. Початковою метою було створити 60 ароматів, але для продукції не знайшли аудиторії, через що лінію Iunx закрили через 2 роки. Однак починаючи з 2006 року продукція Iunx стала знов доступною в бутіку в готелі Costes у Парижі, для якого Джакобетті створила фірмовий аромат в 1995 році, одному з перших готелів, який зробив таке замовлення. У 2016 році парфумерка відкрила новий бутік Iunx на вулиці Турнон, 13 у Парижі.
У 2017 році Олівія Джакобетті розробила лінію з 5 свічок у співпраці з Comédie-Française.

## Стиль і вплив на парфумерію
Олівія Джакобетті отримала визнання на початку своєї кар'єри за використання інжиру як ноти в парфумах, зокрема, в ароматі Premier Figuier 1994 року для L'Artisan Parfumeur і 1996 році Philosykos для Diptyque (бестселер у лінійці), обидва аромати навіяні фіговим деревом; численні інші лінії наслідували їхній приклад із власними ароматами інжиру в другій половині десятиліття. У книзі Perfumes: The Guide Лука Турін пише: «Premier Figuier був ароматом, який поставив Олівію Джакобетті на карту, і це заслужено: його нота фігового листя… була надмірно натуральною у парфумерії та приємно дратувала». 
Серед найвідоміших творінь Джакобетті — En Passant, тонкий, але інноваційний квітковий аромат, який поєднує ноти бузку з нотами пшениці та огірка, створюючи відчуття весняного дощу на живих квітах. У книзі «Guide» співавторка Туріна Таня Санчес називає En Passant «ідеальним прикладом напрямку Олівії Джакобетті… прекрасний малюнок білим по білому».
Запущена у 2000 році французька нішева парфумерна лінія Editions de Parfums Frédéric Malle, була частиною повороту до визнання особистості парфумера, що стоїть за створенням аромату. Вперше Ф. Малле додав на етикетки флаконів не лише назву парфуму та бренд, а й «ніс», який створив аромат. Водночас Олівія Джакобетті є однією із парфумерів, які підвищили популярність і продажі незалежних та нішевих парфумерних лінійок на парфумерному ринку, де раніше домінували (за кількома винятками) модні бренди та ліцензіати знаменитостей. En Passant був представлений у 2017 році на виставці сучасної парфумерії в Somerset House у Лондоні. Джакобетті також отримала визнання за створення у 1999 році аромату L'Artisan Parfumeur Dzing!, натхненного паризьким Cirque d'Hiver. Обговорюючи Dzing! в The New York Times, Чендлер Берр назвав цей парфум «Одним із найбільш інноваційних, автентично дивних ароматів за останні два десятиліття», який зумів поєднати різноманітні аромати тирси, циркових тварин, карамельних яблук тощо в заспокійливу, ніжно-соковиту суміш». Берр пише: «Dzing! грає тонку чистоту проти тонкої сили; він свіжий без зелені (цей трюк потребує серйозного парфумерного таланту), солодкий без цукру (те саме), теплий і м'який, як дошка щойно спиляної сосни, яка ще тепла від леза».
Лука Турін поставив п'ять зірок цьому аромату у The Guide, сказавши, що «О. Джакобетті — це найкраща уява, гумор, а Dzing! — це шедевр».
Аромати Олівії Джакобетті, як правило, є змішаними: для їх створення використовуються як натуральні, так і розроблені в лабораторії синтетичні інгредієнти. Джакобетті описує ці елементи як «нероздільні», так потужні синтетичні інгредієнти створюють «хребет» аромату, а натуральні інгредієнти додають «нюанси». Виняток у змішаній практиці Джакобетті становлять її парфуми для Honoré des Prés, повністю натуральної лінії.

## Парфуми

### Diptyque
- Philosykos (1996)
- Ofrésia (1999)
- Ôponé
- Curiosités (свічка, 2011)
- Figuier (свічка)
- Coing (свічка)
- Feu de bois (свічка)
- Bois Ciré (свічка)
- Myrrhe (свічка)
- Essence of John Galliano (свічка)

### Honoré des Prés
- Coconut Love
- Nu Green
- Chaman's Party (2008)
- I Love Les Carottes (2010)
- Sexy Angelic (2008)
- Vamp à NY (2010)

### Iunx
- L'Eau Aztèque
- L'Eau Baptiste
- L'Eau Ivre
- L'Eau qui pique
- L'Ether
- L'Eau Juste
- L'Eau Argentine
- L'Eau Aztèque
- L'Eau Frappée
- L'Eau Latine

### L'Artisan Parfumeur
- L'Eau de L'Artisan (1993)
- Premier Figuier (1994)
- Drôle de Rose (1995)
- Fleur de Carotte
- Thé Pour Un Eté (1996)
- Navegar (1998)
- Dzing! (1999)
- Je me Souviens
- L'Eau du Fleuriste
- Passage d'Enfer (1999)
- Tea for Two (2000)
- Safran Troublant (2002)
- Sautes d'Humeur
- Figuier Extrême (2003)
- Jour de Fete (2004)
- Extrait de Songe / L'Eté en Douce (2005)
- Fou d'Absinthe (2006)

### Miscellaneous
- Cellarius (candle, 2013)
- Cinq Mondes Eau de Brésil
- Idole de Lubin (2005)
- Hermès Hiris (1999)
- Guerlain Petit Guerlain (1994)
- Editions de Parfums Frédéric Malle En Passant (2000)
- Editions de Parfums Frédéric Malle Iris hand cream (2017)
- Andrée Putman Preparation Parfumée (2002)
- Hôtel Costes signature (Costes I, 1995)
- Byredo Flowerhead with Jérôme Epinette
- Theirry Mugler Les Secrets d'Angel (2000)